# Хьюз, Финола
Фино́ла Хью́з  (англ. Finola Hughes; род. 29 октября 1959 года) — английская актриса, телеведущая, режиссёр, продюсер, предприниматель, танцовщица, дизайнер и модельер.

## Ранние годы
Финола Хьюз родилась в Лондоне. С трёх лет родители отправили её обучаться в частную школу «Norland place». Доучившись там до десяти лет, она была зачислена в Школу искусств, где занималась балетом 7 лет. За это время она участвовала в ряде телевизионных пьес, а в 11 лет состоялось её первое публичное выступление в Королевском Оперном театре.

## Карьера
Хьюз дебютировала в 1980 году в лондонском спектакле «Кошки», а позже «Песни и Танцы», «Щелкунчик». Затем она выступала в «Шоу горячего башмака». В 1983 году она сыграла главную женскую роль в кинофильме «Остаться в живых» с Джоном Траволтой, но фильм хотя и оказался успешным в прокате, был разгромлен критиками. Вскоре она получила роль Анны Дивейн в мыльной опере «Главный госпиталь», благодаря которой и стала широко известна и к началу девяностых добилась статуса одной из наиболее популярных актрис дневного телевидения, после Сьюзан Луччи.
В 1991 году Финола Хьюз выиграла Дневную премию «Эмми» за лучшую женскую роль, а ранее получила ряд других премий за работу в сериале «Главный госпиталь» и после ушла из шоу ради карьеры на большом экране и в прайм-тайм на телевидении. Она сыграла саму себя в фильме «Мыльная пена», а в 1992—1993 годах снималась в сериале «Место Джека» и после в фильмах «Эспен — самый сложный спуск», «Вне подозрений» и «Поколение X». В 1993—1995 годах она снималась в ситкоме «Блоссом», а в 1997 году снялась в недолго просуществовавшем сериале «Тихие палисады»

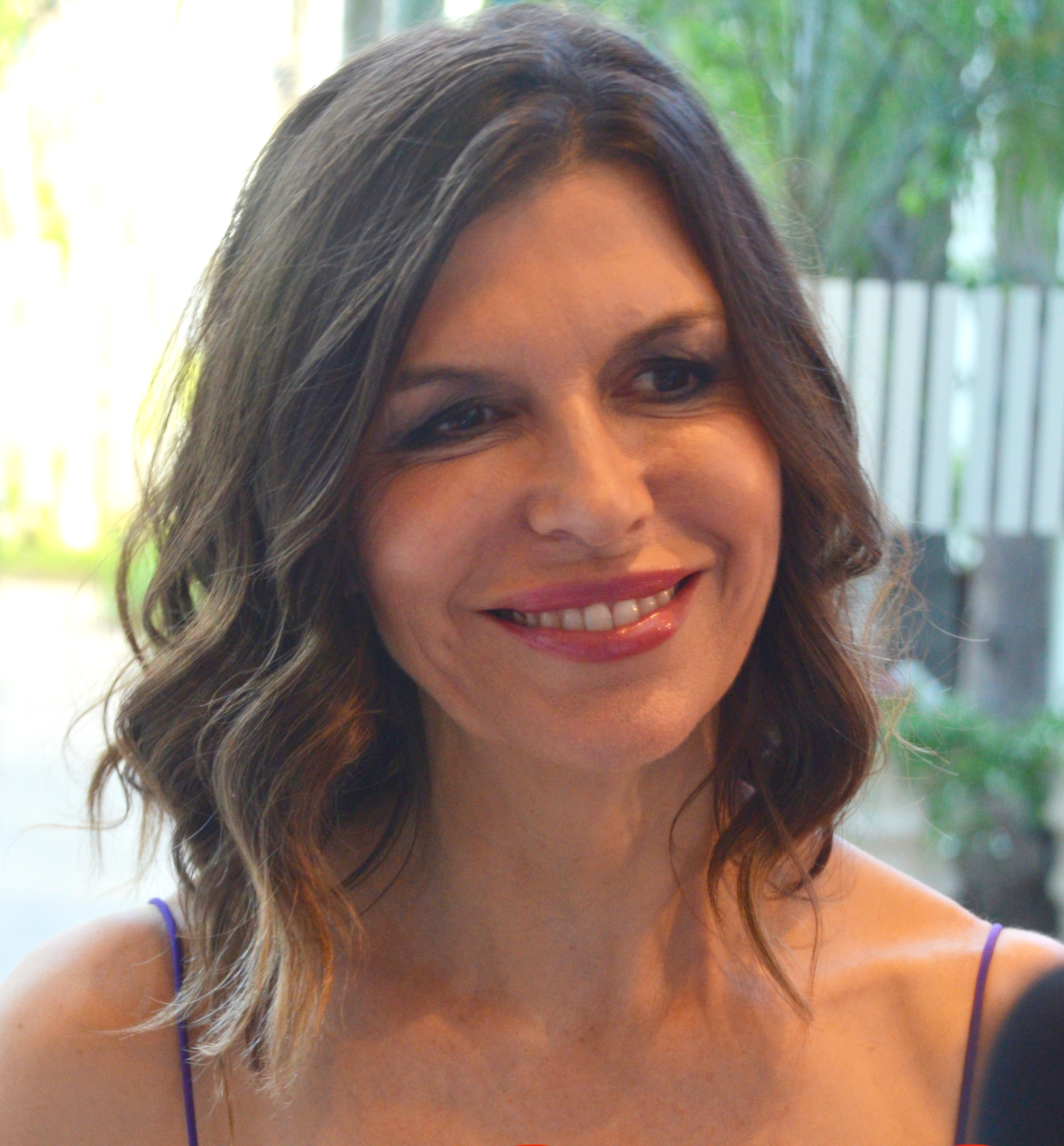
Хьюз в 2013 году

С 1999 по 2006 год Хьюз играла роль матери главных героинь сериала «Зачарованные». Она вернулась к работе в мыльных операх в 1999 году, присоединившись к шоу «Все мои дети», за роль в котором получила ещё две номинации на «Эмми». В начале двухтысячных она переквалифицировалась в телеведущую и запустила собственное шоу о стиле «Как я выгляжу?», которое стало крайне успешным в рейтингах.

## Личная жизнь
Хьюз состоит в браке с фотографом Расселом Янгом, от которого у неё ребёнок, родившийся 9 ноября 2000 года. В 2005 году они с мужем усыновили мальчика, а в 2007 году - девочку.

## Фильмография
| Год       |     | Русское название                       | Оригинальное название                        | Роль                                    |
| --------- | --- | -------------------------------------- | -------------------------------------------- | --------------------------------------- |
| 1980      | ф   | Яблоко                                 | The Apple                                    | танцовщица                              |
| 1982      | с   | —                                      | The Kenny Everett Television Show            | разные персонажи                        |
| 1982      | ф   | Щелкунчик                              | Nutcracker                                   | Надя Гаргарин                           |
| 1983      | с   | —                                      | The Hot Shoe Show                            | танцовщица                              |
| 1983      | ф   | Остаться в живых                       | Staying Alive                                | Лора                                    |
| 1984      | тф  | Хозяин Баллантрэ                       | The Master Of Ballantrae                     | Элисон Грэм                             |
| 1985—2021 | с   | Главный госпиталь                      | General Hospital                             | Анна Дивейн                             |
| 1987      | тф  | Тайные страсти                         | Haunted by Her Past                          | Меган Макгир                            |
| 1987      | с   | Закон Лос-Анджелеса                    | L.A. Law                                     | Лорен Севилла                           |
| 1989      | с   | Это шоу Гарри Шендлинга                | It’s Garry Shandling’s Show                  | Анна Дивейн                             |
| 1990      | тф  | Невеста в чёрном                       | The Bride in Black                           | Сибил Кобб                              |
| 1991      | ф   | Мыльная пена                           | Soapdish                                     | актриса мыльной оперы                   |
| 1992—1993 | с   | —                                      | Jack’s Place                                 | Челси Даффи                             |
| 1993      | ф   | Эспен — самый сложный спуск            | Aspen Extreme                                | Брайс Келлогг                           |
| 1993—1995 | с   | Блоссом                                | Blossom                                      | Кэрол                                   |
| 1994      | с   | Правосудие Берка                       | Burke’s Law                                  | Ронда                                   |
| 1994      | с   | Как в кино                             | Dream On                                     | Лора Норт                               |
| 1994      | ф   | Тёмная сторона гения                   | Dark Side of Genius                          | Дженнифер Коул                          |
| 1994      | тф  | —                                      | Men Who Hate Women & the Women Who Love Them | Гвен                                    |
| 1995      | ф   | Вне подозрений                         | Above Suspicion                              | Айрис                                   |
| 1996      | тф  | Поколение Икс                          | Generation X                                 | Эмма Фрост                              |
| 1996      | тф  | Крик ребёнка                           | The Crying Child                             | Джо Паркер                              |
| 1996      | мф  | Супермен: Последний сын Криптона       | Superman: The Last Son of Krypton            | Лара                                    |
| 1997      | тф  | —                                      | Prison of Secrets                            | Энджи                                   |
| 1997      | ф   | Карьера                                | The Corporate Ladder                         | доктор Вудворд                          |
| 1997      | с   | Тихие палисады                         | Pacific Palisades                            | Кейт Руссо                              |
| 1997      | с   | Любовь и тайны Сансет Бич              | Sunset Beach                                 | Хелена Грир                             |
| 1997      | мс  | Жизнь с Луи                            | Life with Louie                              | мисс Робертсон                          |
| 1998      | ф   | Остров Шакала                          | Jekyll Island                                | Ронни Фредерикс                         |
| 1998      | мф  | Покахонтас 2: Путешествие в Новый Свет | Pocahontas II: Journey to a New World        | королева Анна                           |
| 1998      | ф   | 12 баксов                              | 12 Bucks                                     | красотка                                |
| 1998      | с   | Лодка любви: Новая волна               | Love Boat: The Next Wave                     | Элисон Таунсенд / Харт-Уильямс          |
| 1999      | в   | Удар из космоса                        | Tycus                                        | Эми Лоу                                 |
| 1999      | с   | Трейси принимает вызов                 | Tracey Takes On…                             | Джози                                   |
| 1999      | кор | —                                      | Rockin’ Good Times                           | Джинджер                                |
| 1999—2003 | с   | Все мои дети                           | All My Children                              | доктор Алекс Дивейн Марик / Анна Дивейн |
| 1999—2006 | с   | Зачарованные                           | Charmed                                      | Петти Холливелл                         |
| 2000      | ф   | Неустрашимый                           | Intrepid                                     | Кэтрин Джессел                          |
| 2008      | с   | Главная больница: Ночная смена         | General Hospital: Night Shift                | Анна Дивейн                             |
| 2009      | тф  | Убийственная стрижка                   | Killer Hair                                  | Жозетт Редфорд                          |
| 2010      | с   | C.S.I.: Место преступления Нью-Йорк    | CSI: NY                                      | миссис Кристенсен                       |
| 2010      | с   | Добиться или сломаться                 | Make It or Break It                          | Виола Петтингер                         |
| 2010      | с   | Мелисса и Джоуи                        | Melissa & Joey                               | диктор                                  |
| 2010      | ф   | Без оружия                             | Disarmed                                     | Лиллиан Карлайл                         |
| 2011      | ф   | Как сумасшедший                        | Like Crazy                                   | Лиз                                     |
| 2011      | мф  | Сверхновый Супермен                    | All-Star Superman                            | Лайло                                   |
| 2011      | мф  | Скуби-Ду! Легенда о Фантозавре         | Scooby-Doo! Legend of the Phantosaur         | профессор Сванкмайер                    |
| 2011      | ф   | Поездка вслепую                        | Driving by Braille                           | Бет Аллен                               |
| 2013      | с   | —                                      | The Stafford Project                         | Финола                                  |
| 2013—2014 | мс  | Берегитесь Бэтмена                     | Beware the Batman                            | леди Шива                               |
| 2014      | ф   | —                                      | Platinum the Dance Movie                     | Джо Анн                                 |
| 2014—2015 | с   | Гранитные равнины                      | Granite Flats                                | леди из Эйвона / Зельда                 |
| 2016      | с   | —                                      | New Wall Street                              | Синтия Парсонс                          |